# The Eyes of the World
The Eyes of the World is een Amerikaanse dramafilm uit 1930 onder regie van Henry King. De film is wellicht zoekgeraakt.

## Verhaal
Myra Willard is een eenvoudig meisje, dat zwanger wordt gemaakt door James Rutledge. In een driftbui overgiet diens jaloerse vrouw Myra met bijtend zuur. Het gezicht van Myra is daardoor verminkt en zij trekt zich met haar kind terug in een afgelegen dorp in de bergen. Dertig jaar later arrangeert ze een huwelijk tussen haar dochter en een rijke, oude man.

## Rolverdeling
| Acteur           | Personage                  |
| ---------------- | -------------------------- |
| Eulalie Jensen   | Mevrouw Rutledge (proloog) |
| Hugh Huntley     | James Rutledge (proloog)   |
| Myra Hubert      | Myra (proloog)             |
| Florence Roberts | Meid (proloog)             |
| Una Merkel       | Sybil                      |
| Nance O'Neil     | Myra                       |
| John Holland     | Aaron King                 |
| Fern Andra       | Mevrouw Taine              |
| Frederick Burt   | Conrad La Grange           |
| Brandon Hurst    | Mijnheer Taine             |
| William Jeffrey  | Bryan Oakley               |